# Vina (Knjaževac)
Pour les articles homonymes, voir Vina.
Vina (en serbe cyrillique : Вина) est un village de Serbie situé dans la municipalité de Knjaževac, district de Zaječar. Au recensement de 2011, il comptait 276 habitants.

## Démographie

### Évolution historique de la population
| 1948 | 1953  | 1961  | 1971 | 1981 | 1991 | 2002 | 2011 |
| ---- | ----- | ----- | ---- | ---- | ---- | ---- | ---- |
| 753  | 1 057 | 1 037 | 866  | 745  | 575  | 424  | 276  |

|  |